# Planeta de exilio
Planeta de exilio (Planet of Exile) de Ursula K. Le Guin, fue publicada por primera vez en 1966. Forma parte de la ciclo de Hainish y se publicó en español en 1989.

## Síntesis
En el distante planeta Eltanon, la colonia terrestre instalada durante seiscientos años, arrastra una existencia cada vez más precaria. Tienen como vecinos a los Tevaranos, un grupo de nómadas primitivos muy similares genéticamente a los humanos. En el invierno que ahora se avecina están a punto de enfrentarse al peligro de las hordas bárbaras del norte, que esta vez han modificado de forma letal su forma de ataque y migración. Si los terrestres no se unen a los tevaranos, quizá ninguno de ellos sobreviva al ataque.